# Chaunochiton angustifolium
Chaunochiton angustifolium là một loài thực vật có hoa trong họ Olacaceae. Loài này được Sleumer mô tả khoa học đầu tiên năm 1937.

## Hình ảnh

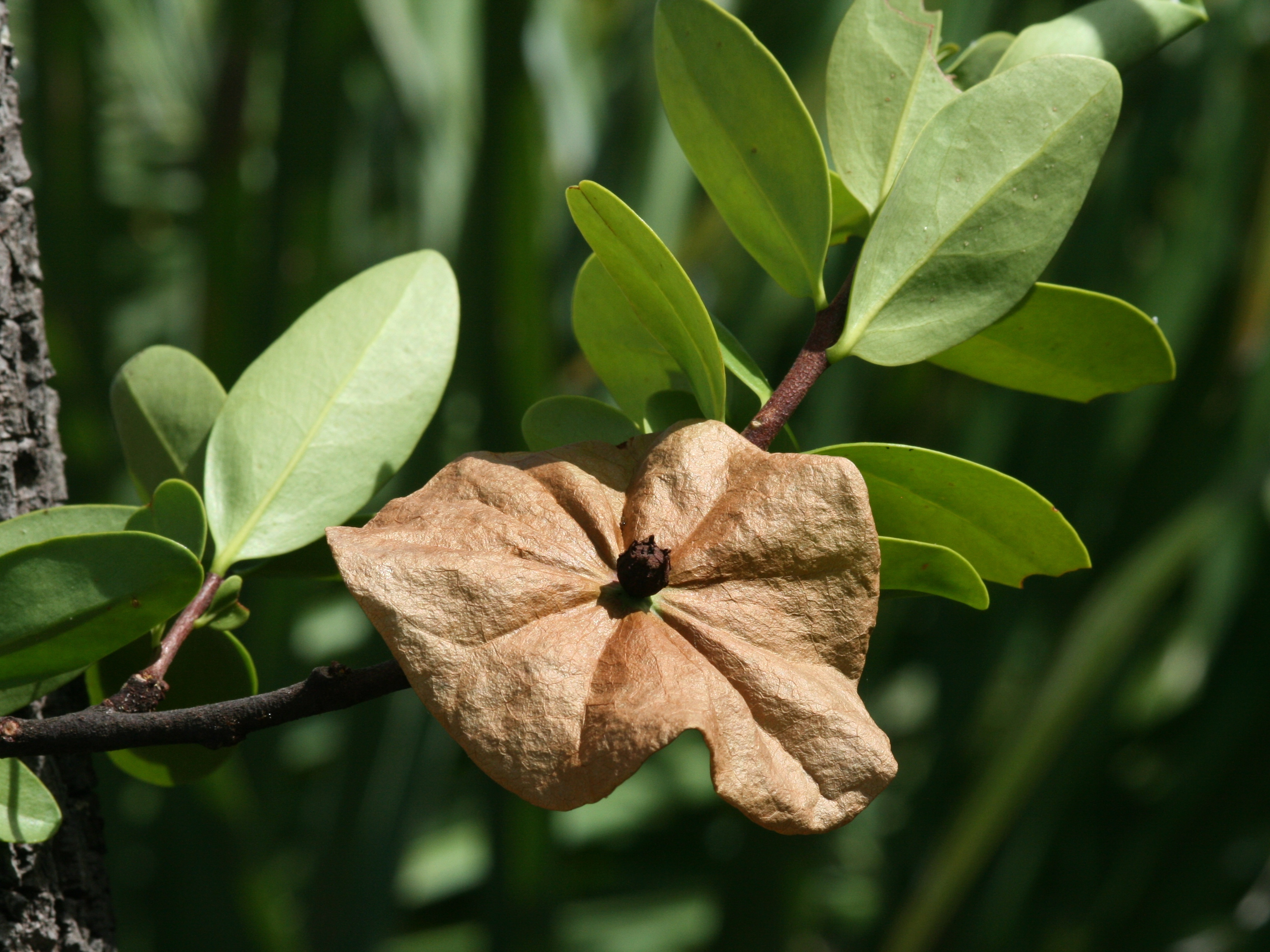